# Beibeilong sinensis
Beibeilong sinensis — вид ящеротазових динозаврів родини Caenagnathidae, що існував у кінці крейдового періоду. Описаний у 2017 році.

## Історія дослідження

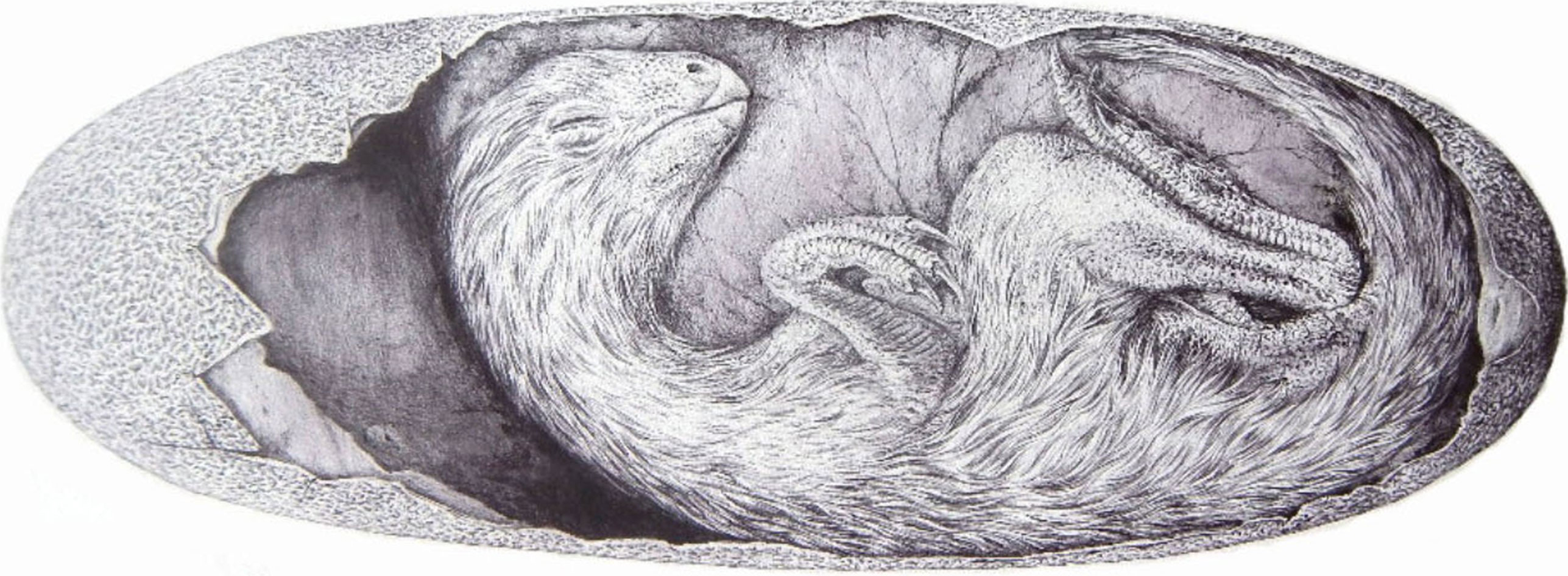
Реконструкція яйця з ембріоном

Вид описаний на основі скам'янілих яєць і асоційованим з ними ембріоном. Гніздо з 6-8 яйцями та одним ембріоном знайдено у відкладеннях формації Гаогоу в провінції Хенань у 1993 році. Яйця були завдовжки до 45 см і важили близько 5 кг, що робить їх одними з найбільших коли-небудь виявлених яєць динозаврів. Вони були знайдені у кільцеподібній виїмці, яка була частиною гнізда діаметром близько 2-3 м і, ймовірно, містила понад два десятка яєць.
Непрепарований екземпляр був імпортований в Сполучені Штати в середині 1993 року. Цей зразок показаний на обкладинці журналу National Geographic і ембріон став відомий під назвою «Baby Louie» на знак визнання фотографа Луїс Псіхойос (Louis Psihoyos), яка зробила фотографії для обкладинки і статті про ембріон.
Вчені помітили, що скелет ембріона і яйця схожі на овірапторозаврів, але яйця занадто великі, щоб їх міг відкласти будь-який відомий на той момент вид динозаврів з цієї групи. І тільки в 2007 році був відкритий гігантораптор, який сягав велетенських розмірів та важив до 1,5 т. Висловлювалась думка, що яйця належать гігантораптору. Проте у 2017 році міжнародна команда дослідників визначила, що рештки належать примітивнішому динозавру. Палеонтологи описали нові вид та рід. Родова назва Beibeilong перекладається з китайської мови як «дитинча дракона», а видова назва B. sinensis з латини означає «китайський».

## Філогенія
У філогенетичній кладограмі родини Caenagnathidae Beibeilong знаходиться між Microvenator та Gigantoraptor.